# Porrone
Porrone, nach  auch Porron, war ein spanisches Flüssigkeitsmaß, besonders für Wein in Barcelona und Tarragona.
- 1 Quarto = 4 Porrone
- 1 Cortane = 32 Porrone
- 1 Carga = 512 Porrone
- 1 Porrone = 12 1/5 Pariser Kubikzoll = 6/25 Liter[2]
- Barcelona: 1 Porrone = 0,942 Liter[1]
- Tarragona: 1 Porrone = 1,083 Liter[1]
  - Tarragona: 32 Porrone = 1 Armina = 34,75 Liter[1]